# Еліас Мар Омарссон
Еліас Мар Омарссон (ісл. Elías Már Ómarsson; нар. 18 січня 1995, Кеплавік) — ісландський футболіст, нападник клубу НАК Бреда.
Виступав, зокрема, за клуби «Кеплавік», «Волеренга» та «Гетеборг» та національну збірну Ісландії.

## Клубна кар'єра
У дорослому футболі дебютував 2012 року виступами за команду клубу «Кеплавік», в якій провів два сезони, взявши участь у 37 матчах чемпіонату.
Своєю грою за цю команду привернув увагу представників тренерського штабу клубу «Волеренга», до складу якого приєднався 2015 року. Відіграв за команду з Осло наступний сезон своєї ігрової кар'єри.
2016 року уклав контракт з клубом «Гетеборг», у складі якого провів наступні два роки своєї кар'єри гравця. Більшість часу, проведеного у складі «Гетеборга», був основним гравцем атакувальної ланки команди.
До складу клубу «Ексельсіор» (Роттердам) приєднався 2018 року. Відіграв за команду з Роттердама 88 матчів у національному чемпіонаті.
У 2021 році Еліас перейшов до французького клубу «Нім».
18 січня 2023 року ісландець підписав однорічну угоду з нідерландською командою НАК Бреда.

## Виступи за збірні
2011 року дебютував у складі юнацької збірної Ісландії, взяв участь у 21 іграх на юнацькому рівні, відзначившись 4 забитими голами.
Протягом 2014—2016 років залучався до складу молодіжної збірної Ісландії. На молодіжному рівні зіграв у 12 офіційних матчах, забив 3 голи.
2015 року дебютував в офіційних матчах у складі національної збірної Ісландії.
| Дата       | Місто    | Господарі  | Результат | Гості    | Турнір           | Голи | Примітки |
| ---------- | -------- | ---------- | --------- | -------- | ---------------- | ---- | -------- |
| 16-1-2015  | Орландо  | Канада     | 1 – 2     | Ісландія | товариський матч | -    | 87'      |
| 19-1-2015  | Орландо  | Канада     | 1 – 1     | Ісландія | товариський матч | -    | 46'      |
| 17-11-2015 | Жиліна   | Словаччина | 3 – 1     | Ісландія | товариський матч | -    | 90'      |
| 13-1-2016  | Абу-Дабі | Фінляндія  | 0 – 1     | Ісландія | товариський матч | -    | 70'      |
| 16-1-2016  | Абу-Дабі | ОАЕ        | 2 – 1     | Ісландія | товариський матч | -    | 78'      |
| 15-11-2016 | Та-Калі  | Мальта     | 0 – 2     | Ісландія | товариський матч | -    |          |
| 10-1-2017  | Наньнін  | КНР        | 0 – 2     | Ісландія | товариський матч | -    | 90'      |
| 15-1-2017  | Наньнін  | Ісландія   | 0 – 1     | Чилі     | товариський матч | -    | 56'      |
| 28-3-2017  | Дублін   | Ірландія   | 0 – 1     | Ісландія | товариський матч | -    | 65'      |
| Усього     |          | Матчів     | 9         |          | Голів            | 0    |          |

## Досягнення
Особисті
- Команда місяця Ередивізі (2): жовтень 2024[8], січень 2025[9]